# Muntele Hermon
Muntele Hermon (în arabă جبل الشيخ‎ Djebel a-Shaykh- „Muntele Șeicului” sau „al Bătrânului”, în ebraică:הר חרמון Har Hermon) este un lanț muntos, lung de 50 km și lat de până la 20 km, parte a Munților Antiliban, și divizat în prezent între Liban, Siria și teritoriul controlat de Israel din Înălțimile Golan. Cea mai mare parte a sa se află sub controlul Siriei și Libanului. Vârful său la frontiera dintre Siria și Liban, înalt de 2,814 metri, este cel mai înalt punct din Siria și se află la 14 km nord de pozițiile militare israeliene. Pe el, în zona tampon dintre Siria și teritoriile controlate de Israel, se află cea mai înaltă poziție permanentă de observatori ai ONU din lume. Povârnișurile sudice ale Muntelui Hermon se extind spre Înălțimile Golan, cuprinzând la 2,236 metri înălțime, punctul cel mai înalt de pe teritoriile aflate sub control israelian. La est de ea, la o înălțime de 2,224 m, se află o stațiune de schi alpin și un teleferic care deservesc Israelul.

## Geografie

### Lanț muntos mai larg
Lanțul muntos Anti-Liban, din care lanțul montan Hermon constituie partea cea mai sudică, se întinde pe aproximativ 150 km (93 mi) în direcția nord-est-sud-vest, rulând paralel cu lanțul montan libanez la vest.

### Lanțul muntos Hermon
Lanțul muntos relativ îngust Hermon, cu granița Liban-Siria de-a lungul coloanei vertebrale, se întinde pe 70 km, de la 25 km nord-est de Muntele Hermon până la 45 km sud-vest de acesta. Lanțul muntos Hermon acoperă o suprafață de aproximativ 700 km2 (270 mi2) din care aproximativ 70 km2 (27 mi2) se află sub control israelian. Muntele Hermon este un grup de munți cu trei vârfuri, fiecare cu aproximativ aceeași înălțime. Cea mai mare parte a porțiunii muntelui Hermon din zona controlată de Israel constituie rezervația naturală Hermon.

## Numele
Denumirea antică Hermon apare deja în Biblie, în cartea Deuteronomului (Dvarim)  3,8-9: 
„Am luat în vremea aceea din mâinile celor doi regi amorei pământul acesta care este dincoace de Iordan, de la râul Arnon până la muntele Hermon”. (Sidonienii numesc Hermonul, Sirion, iar amoreii îl numesc Senir.)  
Muntele mai apare în Scriptura ebraică sub numele de Sihon - Deuteronom 4, 48: „Care se întinde pe malul râului Arnon de la Aroer până la muntele Sihon sau Hermon”, sau Hermonim. El este menționat și de Cântarea Cântărilor.
Sursa numelui Hermon este rădăcina ebraică hrm, al cărui înțeles este „loc sacru”. Muntele însuși era considerat un loc sacru, intre altele, pentru canaaneni slujitori ai zeului Baal, și era cunoscut de aceea, după mărturia Bibliei, și sub numele Baal Hermon. Amoriții au zidit la poalele sale un templu al lui Baal Gad  
vezi „Cinci stăpânitori Filisteni, toți Canaaneii, Sidonienii și Heveii care locuiau în munții Libanului de la muntele Baal-Hermon până la intrarea Hamatului” (Cartea Judecătorilor, 3, 3).
După Cartea lui Enoh, apocrifă, din care o parte s-a descoperit la Qumran, numele muntelui Hermon vine de la cei două sute de îngeri care s-au revoltat la Ardis, pe muntele Hermon, contra lui Dumnezeu și legământul lor (hahrama) de a se însura cu fiicele oamenilor (Enoh 1, 6, 6).
Denumirea arabă Djebel ash-Sheikh înseamna „Muntele Șeicului”, adică „Muntele bătrânului”, din cauza zăpezii albe care îi acoperă înălțimile în timpul iernii.

## Hermonul în tradiția locală
După Cartea Exodului (Shemot) și cea a Deuteronomului (Dvarim) din Biblie, regiunea Hermon făcea parte în vechime din teritoriul stăpânit de Og, regele Basanului, pe care Moise l-a înfrânt, cucerindu-i țara.
Relatarea biblică marchează Muntele Hermon ca granița de nord a regatului antic Israel, zona limitrofă fiind în posesiunea unei jumătăți din tribul Manase (Menashe). (Cronici 1, 5,23):
„Urmașii jumătății din tribul lui Manase au trăit în acel pământ de la Vasan până la Baal-Ermon și Senir și până la muntele Hermon, și erau mulți la număr”.
Și psalmistul, regele David, a vizitat aceste locuri și a exclamat:
על כן אזכרך מארץ ירדן וחרמונים (Psalmul 41) ... „Pentru aceasta îmi voi aduce aminte de Tine, din pământul Iordanului și al Ermonului,....”.
În psalmul 133 3,5 neaua de pe culmile acestui munte e supranumită „roua Hermonului”:
Aceasta este ca roua Ermonului, ce se coboară pe munții Sionului, că unde este unire acolo a poruncit Domnul binecuvântarea și viața până în veac.
În perioada celui de-al Doilea Templu din Ierusalim în această zonă se afla așezarea înțelepților evrei Bnei Betira (בני בתירא). Se știe și că regele Iudeei Alexandru Ianai a cucerit Hermonul și a convertit la iudaism pe itureii care trăiau acolo.
În Noul Testament joacă Muntele Hermon doar un rol indirect. După narațiunea Evangheliei, Iisus a poposit la Caesarea Philippi (astăzi Banias) la poalele muntelui (Marcu 8.27 etc)  
De aceea, potrivit unor tradiții creștine, Hermon ar fi fost locul Schimbării la față a lui Iisus Hristos, în prezența ucenicilor săi, Petru, Iacov și Ioan.
Muntele Tabor este, însă, de obicei, muntele tradițional recunoscut ca fiind locul Transfigurației.

## Culmea muntelui

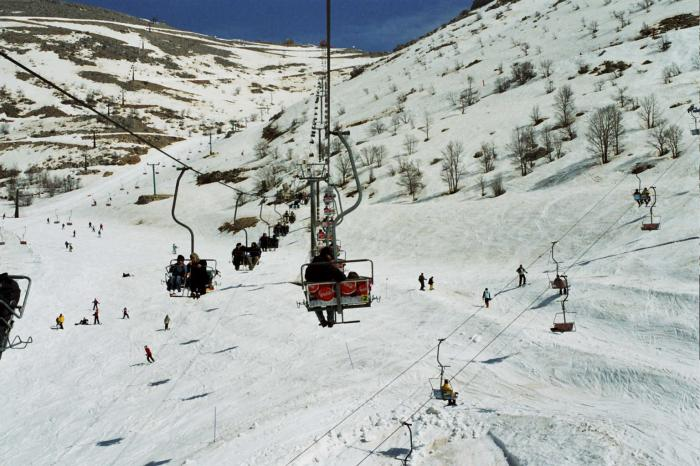
Telefericul în partea sub control israelian a Muntelui Hermon

În condiții de bună vizibilitate, de pe culmea muntelui se poate vedea până la 150 km distanță. Arheologul și reporterul Tzvi Ilan, care a prospectat culmea Hermonului la 19 iunie 1974, înainte ca Israelul să o predea forței de observatori ai ONU,o împarte în trei vârfuri de înălțime comparabilă, între ele situându-se o vale numită Al Dar. De pe vârful nord-vestic se observă Depresiunea Libanului și Munții Liban până la Marea Mediterană. De pe vârful nord-estic se poate vedea până la Katana și Damasc, de asemenea  regiunile Basan (Bashan), Golan,Ghilad și Galileea. De pe vârful de 2,814 m se observă toată regiunea de jur împrejur.
Tzvi Ilan a găsit ruinele de templu descrise aici în 1869 de Charles Warren de la Fondul pantru cercetarea Palestinei. Templul, zidit din pietre mari ,se afla la sud-est de stâncă și are dimensiunile de 10-10 metri. 
Pe partea de răsărit a stâncii se află o mică încăpere ca un fel de peșteră, purtând o inscripție în limba arabă din 1934.
Pe munte Tzvi Ilan a descoperit obiecte de lut din Epoca elenistică și din perioada dominației bizantine. S-au găsit și câteva din epoca de fier.

## Clima
| Date climatice pentru Hermon (1640 metri deasupra nivelului mării) | Date climatice pentru Hermon (1640 metri deasupra nivelului mării) | Date climatice pentru Hermon (1640 metri deasupra nivelului mării) | Date climatice pentru Hermon (1640 metri deasupra nivelului mării) | Date climatice pentru Hermon (1640 metri deasupra nivelului mării) | Date climatice pentru Hermon (1640 metri deasupra nivelului mării) | Date climatice pentru Hermon (1640 metri deasupra nivelului mării) | Date climatice pentru Hermon (1640 metri deasupra nivelului mării) | Date climatice pentru Hermon (1640 metri deasupra nivelului mării) | Date climatice pentru Hermon (1640 metri deasupra nivelului mării) | Date climatice pentru Hermon (1640 metri deasupra nivelului mării) | Date climatice pentru Hermon (1640 metri deasupra nivelului mării) | Date climatice pentru Hermon (1640 metri deasupra nivelului mării) | Date climatice pentru Hermon (1640 metri deasupra nivelului mării) |
| Luna                                                               | Ian                                                                | Feb                                                                | Mar                                                                | Apr                                                                | Mai                                                                | Iun                                                                | Iul                                                                | Aug                                                                | Sep                                                                | Oct                                                                | Nov                                                                | Dec                                                                | Anual                                                              |
| ------------------------------------------------------------------ | ------------------------------------------------------------------ | ------------------------------------------------------------------ | ------------------------------------------------------------------ | ------------------------------------------------------------------ | ------------------------------------------------------------------ | ------------------------------------------------------------------ | ------------------------------------------------------------------ | ------------------------------------------------------------------ | ------------------------------------------------------------------ | ------------------------------------------------------------------ | ------------------------------------------------------------------ | ------------------------------------------------------------------ | ------------------------------------------------------------------ |
| Maxima medie °C (°F)                                               | 3.3 (37,9)                                                         | 4.0 (39,2)                                                         | 7.6 (45,7)                                                         | 12.0 (53,6)                                                        | 16.0 (60,8)                                                        | 19.4 (66,9)                                                        | 21.6 (70,9)                                                        | 21.7 (71,1)                                                        | 19.1 (66,4)                                                        | 15.3 (59,5)                                                        | 10.2 (50,4)                                                        | 5.1 (41,2)                                                         | 12,94 (55,3)                                                       |
| Media zilnică °C (°F)                                              | 1.2 (34,2)                                                         | 1.9 (35,4)                                                         | 4.1 (39,4)                                                         | 7.5 (45,5)                                                         | 11.2 (52,2)                                                        | 14.5 (58,1)                                                        | 16.8 (62,2)                                                        | 16.7 (62,1)                                                        | 14.3 (57,7)                                                        | 11.2 (52,2)                                                        | 7.0 (44,6)                                                         | 3.3 (37,9)                                                         | 9,14 (48,46)                                                       |
| Minima medie °C (°F)                                               | −2.2 (28)                                                          | −3.1 (26,4)                                                        | 0.6 (33,1)                                                         | 3.1 (37,6)                                                         | 6.4 (43,5)                                                         | 9.6 (49,3)                                                         | 12.0 (53,6)                                                        | 11.8 (53,2)                                                        | 9.5 (49,1)                                                         | 7.2 (45)                                                           | 2.7 (36,9)                                                         | −0.5 (31,1)                                                        | 4,76 (40,56)                                                       |
| Ploaie mm (inches)                                                 | 300.3 (11.823)                                                     | 250.4 (9.858)                                                      | 138.8 (5.465)                                                      | 100.2 (3.945)                                                      | 30.2 (1.189)                                                       | 7.5 (0.295)                                                        | 1.7 (0.067)                                                        | 0.9 (0.035)                                                        | 10.4 (0.409)                                                       | 110.6 (4.354)                                                      | 175.3 (6.902)                                                      | 226.5 (8.917)                                                      | 1.352,8 (53,26)                                                    |
| Nr. mediu de zile ploioase                                         | 20.8                                                               | 19.3                                                               | 11.5                                                               | 8.8                                                                | 5.8                                                                | 2.3                                                                | 0.7                                                                | 0.6                                                                | 3.5                                                                | 11.2                                                               | 15.5                                                               | 18.9                                                               | 118,9                                                              |
| [ necesită citare ]                                                |                                                                    |                                                                    |                                                                    |                                                                    |                                                                    |                                                                    |                                                                    |                                                                    |                                                                    |                                                                    |                                                                    |                                                                    |                                                                    |

## Conflictul arabo-israelian

### Războiul de șase zile din 1967
În timpul Războiului de șase zile din iunie 1967, o parte din Muntele Hermon din Siria a fost capturată de Israel.
Aceasta s-a întâmplat la sfârsitul războiului când o forță aeropurtată de elicoptere a aterizat pe munte. În acel loc a fost înființată o poziție întărită Mutzav Hahermon, care a slujit ca sursa de alerte și informatii pentru aviația militară și serviciul de informații israeliene.

### Războiul de Yom Kippur din 1973
În prima zi a războiului, 6 octombrie 1973, în cadrul atacului surpriză al Egiptului și Siriei asupra Israelului, unități de comando siriene au cucerit poziția israeliana Mutzav Hermon și au capturat o mare parte din soldații israelieni aflați acolo. O altă parte din soldații israelieni au izbutit să fugă sub acoperirea întunericului.(Prima bătălie de la Muntele Hermon). La 8 octombrie 1973 o militari din brigada israeliană Golani  au încercat fără succes să recucerească poziția.(A doua bătălie a Hermonului ).
Spre sfârșitul războiului, la 21 octombrie 1973, armata israeliană a recucerit fosta poziție israeliană, prin așa numita Operatiune Kinuakh - Operațiunea Desert - A treia bătălie a Hermonului cât și partea siriană a munteluiui.

### După 1973
Sectorul controlat de Siria înainte de războiul de Yom Kippur a fost returnat în Siria după război.
Unități ale forțelor israeliene de geniu au cucerit culmea muntelui și au transmis-o forțelor O.N.U 
Hermonul recucerit a primit porecla de „Ochii statului”.
Granița israelo-siriană în regiunea Hermonului a fost considerată drept o frontieră sau linie de armistițiu relativ liniștită.
La 3 iulie 1991, însă un grup de teroriști arabi au pătruns în punctul de observatie Mitzpe Shlaghim (la o înălțime de 2.224 m), care monitoriza activitatea militară siriană și libaneză și au ucis un soldat rezervist israelian. Vârful vecin, de 2 236 m  2.236 m (7.336 ft), este cea mai mare altitudine din teritoriul controlat de Israel.
În octombrie 1991 un grup de teroriști veniți din Liban care au încercat să pătrundă în apropierea lui Mitzpe Shlaghim, a fost lichidat.